# Vito van Crooij
Vito van Crooij (Venlo, 29 gennaio 1996) è un calciatore olandese, ala del N.E.C..

## Biografia
È il fratello del portiere Delano van Crooij.

## Caratteristiche tecniche
È un esterno destro.

## Carriera
È cresciuto nelle giovanili del VVV-Venlo, con cui ha esordito il 9 marzo 2014 in un match vinto 3-0 contro l'Achilles '29.

## Statistiche

### Presenze e reti nei club
Statistiche aggiornate al 16 gennaio 2018.
| Stagione        | Squadra         | Campionato      | Campionato | Campionato | Coppe nazionali | Coppe nazionali | Coppe nazionali | Coppe continentali | Coppe continentali | Coppe continentali | Altre coppe | Altre coppe | Altre coppe | Totale | Totale | Totale |
| Stagione        | Squadra         | Comp            | Pres       | Reti       | Comp            | Pres            | Reti            | Comp               | Pres               | Reti               | Comp        | Pres        | Reti        | Pres   | Reti   |        |
| --------------- | --------------- | --------------- | ---------- | ---------- | --------------- | --------------- | --------------- | ------------------ | ------------------ | ------------------ | ----------- | ----------- | ----------- | ------ | ------ | ------ |
| 2013-2014       | VVV-Venlo       | EED             | 1          | 0          | CO              | 0               | 0               |                    | -                  | -                  |             | -           | -           | 1      | 0      |        |
| 2014-2015       | VVV-Venlo       | EED             | 31+4       | 3+0        | CO              | 3               | 1               |                    | -                  | -                  |             | -           | -           | 38     | 4      |        |
| 2015-2016       | VVV-Venlo       | EED             | 33+2       | 13+0       | CO              | 1               | 1               |                    | -                  | -                  |             | -           | -           | 36     | 14     |        |
| 2016-2017       | VVV-Venlo       | EED             | 37         | 14         | CO              | 2               | 0               |                    | -                  | -                  |             | -           | -           | 39     | 14     |        |
| 2017-2018       | VVV-Venlo       | ERE             | 16         | 3          | CO              | 2               | 0               |                    | -                  | -                  |             | -           | -           | 18     | 3      |        |
| Totale Carriera | Totale Carriera | Totale Carriera | 124        | 33         |                 | 8               | 2               |                    | -                  | -                  |             | -           | -           | 132    | 35     |        |

## Palmarès
- Eerste Divisie: 1

VVV-Venlo: 2016-2017